# Референтный препарат
Референтный лекарственный препарат — как правило, это лекарственный препарат впервые зарегистрированный и разрешенный к применению. В дальнейшем референтный препарат выступает в роли активного контроля в исследованиях биоэквивалентности и терапевтической эквивалентности при регистрации воспроизведенных лекарственных препаратов.
В соответствии с определением Федерального закона №61-ФЗ "Об обращении лекарственных средств": референтный лекарственный препарат - лекарственный препарат, который впервые зарегистрирован в Российской Федерации, качество, эффективность и безопасность которого доказаны на основании результатов доклинических исследований лекарственных средств и клинических исследований лекарственных препаратов, проведенных в соответствии с требованиями частей 6 и 7 статьи 18 настоящего Федерального закона в отношении лекарственных средств для медицинского применения либо в соответствии с требованиями статьи 12 настоящего Федерального закона в отношении лекарственных средств для ветеринарного применения, и который используется для оценки биоэквивалентности или терапевтической эквивалентности, качества, эффективности и безопасности воспроизведенного или биоаналогового (биоподобного) лекарственного препарата.